# Prowincja Satipo
Prowincja Satipo (hiszp. Provincia de Satipo) – jedna z dziewięciu prowincji, które tworzą region Junín w Peru. 
26 marca 1965 zgodnie z ustawą numer 15 481 nabywa status prowincji i tym samym staje się największą prowincją w regionie Junín.

## Podział administracyjny
Prowincja Satipo dzieli się na 8 dystryktów:
- Satipo
- Coviriali
- Llaylla
- Mazamari
- Pampa Hermosa
- Pangoa
- Río Negro
- Río Tambo